# 林生顶冰花
林生顶冰花（学名：Gagea filiformis）为百合科顶冰花属下的一个种。

## 扩展阅读
- 維基物種上的相關：林生顶冰花